# إدوين فاولر
إدوين فاولر (17 مايو 1850 في أستراليا - 1 أغسطس 1917) (بالإنجليزية: Edwin Fuller)‏ هو لاعب كريكت نيوزلندي. لعب مع فريق كانتربري للكريكت ‏.

## وصلات خارجية
- إدوين فاولر على موقع إي آس بي آن كريك إنفو (الإنجليزية)